# Rufa'a
Rufāʿa (in arabo رفاعة‎?) è una città del Sudan della Gezira e capitale della Gezira orientale.
La città-gemella di al-Ḥaṣāḥīṣā (in arabo الحَصَاحِيصَا‎?) sorge sulla sponda orientale del Nilo Azzurro.